# Olympische Winterspiele 1988/Teilnehmer (Andorra)
| Gelbes Symbol für Goldmedaillen mit stilisierten Olympischen Ringen | Graues Symbol für Silbermedaillen mit stilisierten Olympischen Ringen | Braundes Symbol für Bronzemedaillen mit stilisierten Olympischen Ringen |
| ------------------------------------------------------------------- | --------------------------------------------------------------------- | ----------------------------------------------------------------------- |
| —                                                                   | —                                                                     | —                                                                       |

Andorra nahm an den Olympischen Winterspielen 1988 im kanadischen Calgary mit einer Delegation von vier alpinen Skifahrern, zwei Männer und zwei Frauen, teil.

## Teilnehmer nach Sportarten

### Ski Alpin
Herren:
- Gerard Escoda
Super G: DNF
Riesenslalom: DSQ
Slalom: DNF
- Nahum Orobitg
Super G: 38. Platz – 1:53,22 min

Frauen:
- Sandra Grau
Super G: 40. Platz – 1:33,65 min
Riesenslalom: 26. Platz – 2:29,23 min
Slalom: 23. Platz – 1:58,44 min
- Claudina Rossel
Super G: 38. Platz – 1:30,78 min
Riesenslalom: DNF

## Weblink
- Olympiamannschaft Andorras 1988 in der Datenbank von Sports-Reference (englisch; archiviert vom Original)